# Sophiornithidae
Sophiornithidae — вимерла родина совоподібних птахів, що існувала у палеоцені та еоцені. Родина була поширена на островах, що знаходились на території сучасної Європи. Це були примітивні дрібні сови. До родини належить центральний рід Sophiornis, а також сюди різними автора відносяться роди Berruornis, Palaeotyto та Palaeobyas. Згідно з деякими дослідженнями рід Berruornis може бути базальним у ряді совоподібних, а роди Palaeotyto та Palaeobyas, ймовірно належать до родини сипухових (Tytonidae).